# WRB – Fahrafeld bis Felixdorf
Die Dampflokomotiven „FAHRAFELD“, „RAXALPE“, „LEOBERSDORF“ und „FELIXDORF“ waren vier Personenzuglokomotiven der Wien–Raaber (Gloggnitzer) Eisenbahn (WRB).
1846 konstruierte John Haswell die ersten österreichischen Dreikuppler für die „Bergstrecke“ (7 ‰) von Wiener Neustadt nach Gloggnitz. Es waren das die „FAHRAFELD“ und die „RAXALPE“. Der Name „FAHRAFELD“ rührt von der Gemeinde Fahrafeld her. Der kleine Ort ist vom Netz der WRB ziemlich weit entfernt und die den Ort berührende Niederösterreichische Südwestbahn wurde erst 1877 eröffnet. Der Name wurde gewählt, weil Baron Sina zu jener Zeit Besitzungen in Fahrafeld hatte. 1847 folgten praktisch baugleich die „LEOBERSDORF“ und die „FELIXDORF“ aus der Maschinenfabrik der WRB, der späteren Lokomotivfabrik der StEG.
Die Lokomotiven hatten Außenzylinder, aber Innensteuerung. Die zweite und dritte Achse hatten über einen Balancier eine gemeinsame Tragfeder.
Der Versuch eines Abdampfvorwärmers schlug fehl, sodass dieser später wieder ausgebaut wurde. Der Dampfraum war zu klein bemessen, sodass die Lokomotiven Wasser überrissen.
Die Maschinen konnten auf besagter „Bergstrecke“ 300 t befördern, auf der 1854 eröffneten Semmeringbahn aber nur mehr 90 t.
Die vier Lokomotiven kamen über die k.k. Südliche Staatsbahn zur Südbahngesellschaft, bei der sie die Reihennummer 27 und die Nummern 797–800 erhielten. Zuletzt wurden sie im ungarischen Netz der Südbahn eingesetzt. So waren sie 1861 in Nagy Kanizsa stationiert. Danach verliert sich ihre Spur.
Eine historisch nicht mehr eindeutig beweisbare Möglichkeit besteht darin, dass sie zum italienisch-südtiroler Netz versetzt wurden. Dieser Hypothese zufolge hätten sie dann in Zweitbesetzung die Namen „MARCO POLO“, „SCALIGERO“, „BERICO“ und „POLENI“ erhalten und wären mit den unter LVF – Marco Polo bis Poleni beschriebenen Lokomotiven identisch.